# Dublin (Texas)
Dublin es una ciudad ubicada en el condado de Erath en el estado estadounidense de Texas. En el Censo de 2010 tenía una población de 3.654 habitantes y una densidad poblacional de 393,31 personas por km².

## Geografía
Dublin se encuentra ubicada en las coordenadas 32°5′16″N 98°20′20″O / 32.08778, -98.33889. Según la Oficina del Censo de los Estados Unidos, Dublin tiene una superficie total de 9.29 km², de la cual 9.29 km² corresponden a tierra firme y (0%) 0 km² es agua.

## Demografía
Según el censo de 2010, había 3.654 personas residiendo en Dublín. La densidad de población era de 393,31 hab./km². De los 3.654 habitantes, Dublin estaba compuesto por el 76.98% blancos, el 0.66% eran afroamericanos, el 1.42% eran amerindios, el 0.38% eran asiáticos, el 0% eran isleños del Pacífico, el 18.39% eran de otras razas y el 2.16% pertenecían a dos o más razas. Del total de la población el 35.33% eran hispanos o latinos de cualquier raza.